# Lawrence Bender
Pour les articles homonymes, voir Bender.
Lawrence Bender est un producteur de cinéma et acteur américain né le 17 octobre 1957 dans le Bronx. Il a produit tous les premiers films de Quentin Tarantino, de Reservoir Dogs jusqu'à Inglourious Basterds. Il a également produit Intruder en 1989.

## Biographie
Né dans une famille juive du Bronx, New York, Lawrence Bender a vécu dans le New Jersey. Son père est un professeur d'histoire et sa mère une enseignante d'école maternelle.[réf. nécessaire]

## Filmographie

### Comme producteur ou producteur délégué
- 1989 : Intruder de Scott Spiegel
- 1992 : Reservoir Dogs de Quentin Tarantino
- 1994 : Fresh de Boaz Yakin
- 1994 : Pulp Fiction de Quentin Tarantino
- 1994 : Killing Zoe de Roger Avary (producteur délégué)
- 1995 : Four Rooms d'Allison Anders, Alexandre Rockwell, Robert Rodriguez et Quentin Tarantino
- 1995 : White Man (White Man's Burden) de Desmond Nakano
- 1996 : Une nuit en enfer (From Dusk Till Dawn) de Robert Rodriguez (producteur délégué)
- 1997 : Will Hunting (Good Will Hunting) de Gus Van Sant
- 1997 : Jackie Brown de Quentin Tarantino
- 1998 : Sonia Horowitz, l'insoumise (A Price Above Rubies) de Boaz Yakin
- 1999 : Une nuit en enfer 2 : Le Prix du sang (From Dusk Till Dawn 2: Texas Blood Money) (vidéo) de Scott Spiegel (producteur délégué)
- 1999 : Anna et le Roi (Anna and the King) d'Andy Tennant
- 2000 : Une nuit en enfer 3 : La Fille du bourreau (From Dusk Till Dawn 3: The Hangman's Daughter) (vidéo) de P.J. Pesce (producteur délégué)
- 2001 : Le Mexicain (The Mexican) de Gore Verbinski
- 2001 : Les Hommes de main (Knockaround guys) de David Levien et Brian Koppelman
- 2002 : Flagrant délire (Stark Raving Mad) de Drew Daywalt (en) et David Schneider (producteur délégué)
- 2003 : Kill Bill : Volume 1 de Quentin Tarantino
- 2004 : Dirty Dancing 2 (Dirty Dancing: Havana Nights) de Guy Ferland
- 2004 : Kill Bill : Volume 2 de Quentin Tarantino
- 2004 : La Prophétie du sorcier (Earthsea) (TV) de Robert Lieberman (producteur délégué)
- 2005 : Goal ! de Danny Cannon (producteur délégué)
- 2006 : Une vérité qui dérange (An Inconvenient Truth) de Davis Guggenheim
- 2007 : 88 Minutes de Jon Avnet (producteur délégué)
- 2009 : Killshot de John Madden
- 2009 : Inglourious Basterds de Quentin Tarantino
- 2010 : Countdown to Zero (documentaire) de Lucy Walker
- 2012 : Safe de Boaz Yakin
- 2015 : Flesh and Bone (série TV)
- 2018 : Greta de Neil Jordan
- 2019 : Rocketman de Dexter Fletcher
- 2020 : Capone de Josh Trank
- 2021 : The Harder They Fall de Jeymes Samuel

### Comme acteur
- 1989 : Intruder de Scott Spiegel : l'officier Adams
- 1990 : Full Contact (Lionheart) de Sheldon Lettich : Garage Fight Heckler
- 1992 : Reservoir Dogs de Quentin Tarantino : le policier courant après M. Pink
- 1994 : Fresh de Boaz Yakin : « Long Hair Yuppy Scum »
- 1994 : Pulp Fiction de Quentin Tarantino : un client aux cheveux longs dans le restaurant / le serveur déguisé en Zorro
- 1995 : Four Rooms d'Allison Anders, Alexandre Rockwell, Robert Rodriguez et Quentin Tarantino : « Long Hair Yuppy Scum »
- 1995 : White Man (White Man's Burden) de Desmond Nakano : le patron du bar
- 1996 : Une nuit en enfer (From Dusk Till Dawn) de Robert Rodriguez : un client du restaurant (non crédité)
- 2001 : Le Mexicain (The Mexican) de Gore Verbinski : Vegas Onlooker
- 2001 : Les Hommes de main (Knockaround guys) de David Levien et Brian Koppelman : le patron du bar
- 2004 : Kill Bill : Volume 2 de Quentin Tarantino : un employé de l'hôtel (non crédité)